# Park Narodowy Gunung Mulu
Park Narodowy Gunung Mulu – park narodowy położony w malezyjskim stanie Sarawak. Liczy 528,64 km² powierzchni. Od 2000 roku znajduje się na liście światowego dziedzictwa UNESCO. Od 2004 uznawany jest przez BirdLife International za część ostoi ptaków IBA Mulu – Buda Protected Area.

## Ukształtowanie powierzchni
Park obejmuje obszary położone pomiędzy 28 a 2377 m n.p.m. – najwyższym punktem jest Gunung Mulu. Masyw o tej samej nazwie zajmuje całą południowo-wschodnią część parku. Inne ważne szczyty to Gunung Benerat (1600 m n.p.m.), Gunung Api (1692 m n.p.m.) i Gunung Buda  (963 m n.p.m.). Na obszarze parku znajdują się Jaskinie Mulu z największą znaną komorą jaskini na świecie – Sarawak Chamber, o wymiarach 600 na 415 m i wysokości 80 m. Zbadane dotychczas jaskinie mają łączną długość przynajmniej 295 km; ich wiek szacowany jest na 2–3 mln lat. Skupione są w wapiennej formacji Melinau i Gunung Api.

## Flora
40% powierzchni parku pokrywa nizinny las deszczowy, a 20% – górski las deszczowy. Na terenie parku odnotowano około 3500 gatunków roślin naczyniowych, w tym 170 storczykowatych. Szczególnie bogaty jest w arekowce (palmy) – odnotowano tu 109 gatunków skupionych w 20 rodzajach.

## Fauna
Na terenie parku stwierdzono 80 gatunków ssaków (według innego źródła – 60), 55 gatunków gadów, 74–76 gatunków płazów, 48 gatunków ryb i ponad 20 tys. gatunków bezkręgowców. W jaskiniach odnotowano ponad 200 gatunków zwierząt. Jednym z nich są molosy Tadarida plicata. Według oficjalnej strony parku stwierdzono w nim 281 gatunków motyli i 458 gatunków mrówek. W parku występuje zagrożony orangutan borneański (Pongo pygmaeus) i narażone: makak orientalny (Macaca nemestrina), dendrogal boreański (Dendrogale melanura) i sundajka smukła (Sundasciurus jentinki). Z bliskich zagrożenia (stan na 2016) wymienić można gibona borneańskiego (Hylobates muelleri), makaka krabożernego (Macaca fascicularis), owocnika karłowatego (Aethalops alecto), podkowca sundajskiego (Rhinolophus creaghi) i filipińskiego (R. philippinensis) oraz bezogończyka malajskiego (Coelops robinsoni).

### Awifauna
W parku odnotowano 270 gatunków ptaków, z czego 24 to endemity Borneo (według BirdLife International 262). 1 ma status zagrożonego, 12 – narażonego, a 58 bliskiego zagrożenia gatunku. BirdLife International wymienia 14 gatunków ptaków, których występowanie w parku zaważyło o uznaniu go za ostoję („trigger species”). Wśród nich są: krytycznie zagrożony zimorodek modropierśny (Alcedo auryzona) i  zagrożony bocian garbaty (Ciconia stormi). Do narażonych „trigger species” należą kiściec modrolicy (Lophura bulweri) i żółtosterny (Lophura erythrophthalma), czarnopiór (Melanoperdix niger), wężojad górski (Spilornis kinabaluensis), wojownik mały (Nisaetus nanus), treron wieli (Treron capellei), kukal krótkopalcowy (Centropus rectunguis), kurtaczek czerwonogrzbiety (Pitta baudii), bilbil żółtogłowy (Pycnonotus zeylanicus), szczeciak hakodzioby (Setornis criniger), białopiórek kasztanowaty (Ptilocichla leucogrammica) i dżunglówka wielkodzioba (Cyornis caerulatus).